# 馬克斯·賴因塔勒
馬克斯·賴因塔勒（義大利語：Max Reinthaler；1995年3月22日—）是一位意大利足球運動員。在場上的位置是中場。他現在效力於德國足球甲級聯賽球隊奧格斯堡足球俱樂部。